# Herefordshire
L'Herefordshire (pronuncia [ˈhɛrɨfərdʃər]) è una contea dell'Inghilterra nella regione delle Midlands Occidentali. Dal 1974 al 1998 è stata unita alla contea di Worcestershire. Data la bassa popolazione, non è divisa in distretti e costituisce quindi un’autorità unitaria.

## Geografia fisica

Bandiera del consiglio della contea

La contea di Herefordshire confina a nord con il Shropshire, a est con il Worcestershire, a sud con il Gloucestershire a sud-ovest ed a ovest rispettivamente con le contee gallesi di Monmouthshire e Powys.
Il territorio nella valle del fiume Wye e dei suoi affluenti è pianeggiante. Per il resto è contraddistinto da basse colline. Al confine col Galles è interessato dalle estreme propaggini orientali dei monti Cambrici e delle Black Mountains mentre parte del confine col Worcestershire è segnato dalle Malvern Hills.
La contea ha un carattere prevalentemente rurale, caratterizzata da fattorie e da piccoli villaggi. La città principale è il capoluogo di contea di Hereford posta sul fiume Wye e dominata dall'imponente cattedrale. Altre cittadine di una certa importanza sono: Leominster, Ledbury, Ross-on-Wye, Kington e Bromyard.

## Economia

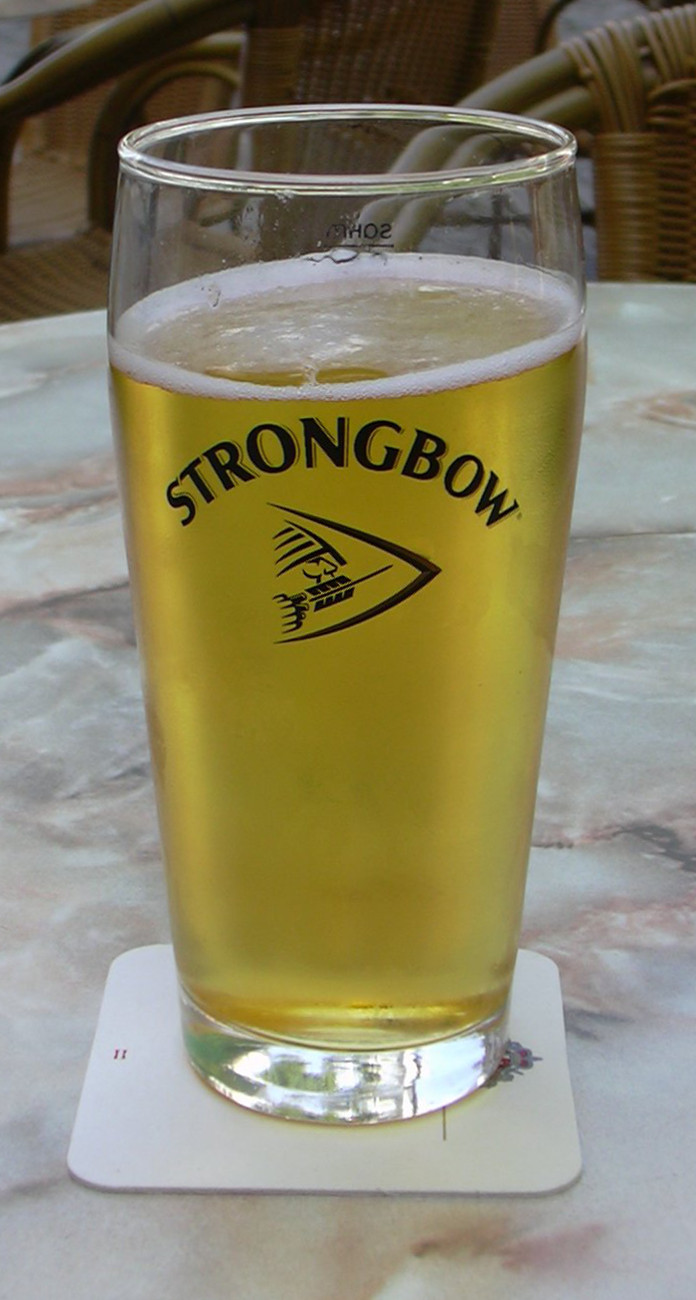
Il sidro di mele è uno dei prodotti più tipici della contea.

L'agricoltura ha ancora un ruolo importante nell'economia della contea. 
I frutteti di mele e pere pur ricoprendo una superficie molto minore rispetto al passato sono ancora largamente impiantati e permettono una cospicua produzione di sidro.
Le fragole e le patate sono colture che si stanno affermando negli ultimi anni. Altra coltura importante è il luppolo.
L'allevamento bovino è stato interessato dal drastico calo di capi di bestiame che ha interessato l'intero Regno Unito. In particolare nella contea e nelle aree limitrofe è nata la razza bovina Hereford conosciuta in tutto il mondo.
Le attività industriali sono prevalentemente concentrate a Hereford che vanta storici impianti per la produzione di sidro. Altre importanti industrie sono quelle metallurgiche e alimentari.
Il turismo contribuisce enormemente all'economia della contea.

## Monumenti e luoghi d'interesse

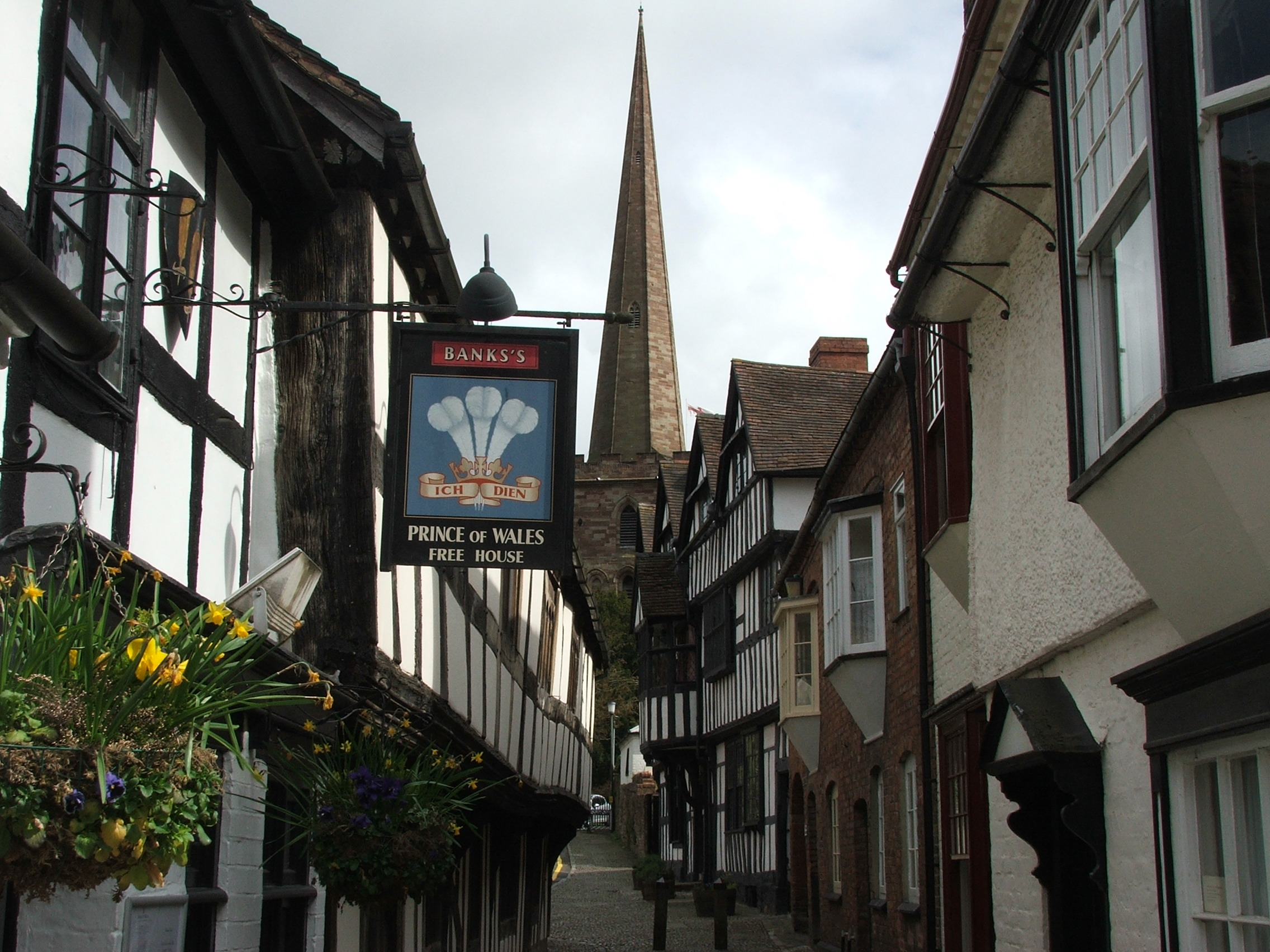
Tipiche case a graticcio a Ledbury

- Berrington Hall, edificio neoclassico di Leominster.
- Castello di Croft, nei pressi di Leominster.
- Castello di Eastnor, nel villaggio di Eastnor (dintorni di Ledbury).
- Cattedrale di Hereford, che conserva la Mappa Mundi, mappa del mondo medievale su pergamena del 1280.
- Dore Abbey, rovine dell'abbazia cistercense, nel villaggio di Abbey Dore.
- Ledbury, con le sue caratteristiche case a graticcio.
- Lower Brockhampon House, casa padronale a graticcio costruita nei pressi di Bromyard tra il 1380 e il 1400.
- Malvern Hills AONB, area di bellezza naturale.
- Pembridge, piccolo villaggio con una ricca architettura a graticcio.
- Symonds Yat, villaggio sul fiume Wye, popolare tra i paesaggisti del XIX secolo.